# Filmfare Award 1962
Der 9. Filmfare Award wurde am Anfang des Jahres verliehen. Bei dieser Verleihung gibt 15 verschiedene Kategorien. Nur bei den Beliebtheitspreisen gibt es mehrere Nominierungen. Die Filmfare Awards Bester Playbacksänger und Beste Playbacksängerin waren damals nur eine Kategorie, deshalb war es möglich, dass, wie in diesem Jahr, keine weibliche Sängerin nominiert wurde.

## Gewinner und Nominierte
| Meiste Filmfare Awards | Jis Desh Mein Ganga Behti Hai (4 Filmfare Awards) |

| Kategorie               | Filmtitel                                       | Gewinner         | Weitere Nominierungen                                                                                                |
| Bester Film             | Jis Desh Mein Ganga Behti Hai                   | Raj Kapoor       | Kanoon Ganga Jamuna                                                                                                  |
| Beste Regie             | Kanoon                                          | B. R. Chopra     | Nitin Bose für Ganga Jamuna Radhu Karmakar für Jis Desh Mein Ganga Behti Hai                                         |
| Bester Hauptdarsteller  | Jis Desh Mein Ganga Behti Hai                   | Raj Kapoor       | Dev Anand für Hum Dono Dilip Kumar für Ganga Jamuna                                                                  |
| Beste Hauptdarstellerin | Ganga Jamuna                                    | Vyjayantimala    | Padmini für Jis Desh Mein Ganga Behti Hai Saira Banu für Junglee                                                     |
| Bester Nebendarsteller  | Kanoon                                          | Nana Palsikar    | Mehmood für Sasural Pran für Jis Desh Mein Ganga Behti Hai                                                           |
| Beste Nebendarstellerin | Chhaya                                          | Nirupa Roy       | Shubha Khote für Gharana Shubha Khote für Sasural                                                                    |
| Beste Story             | Nazrana                                         | C. V. Sridhar    | C. J. Pavri für Kanoon Mohan Kapoor für Aas Ka Panchhi                                                               |
| Beste Musik             | Gharana                                         | Ravi             | Shankar-Jaikishan für Jis Desh Mein Ganga Behti Hai Naushad für Ganga Jamuna                                         |
| Bester Liedtext         | Husnwale Tera – Gharana                         | Shakeel Badayuni | Hasrat Jaipuri für Teri Pyari Pyari Surat – Sasural Shailendra für Hothon Pe Sacchai – Jis Desh Mein Ganga Behti Hai |
| Bester Playbacksänger   | Teri Pyari Pyari Surat – Sasural                | Mohammed Rafi    | Mukesh für Hothon Pe Sacchai – Jis Desh Mein Ganga Behti Hai Mohammed Rafi für Husnwale Tera – Gharana               |
| Beste Playbacksängerin  | –                                               | –                | – |
| Bester Dialog           | Ganga Jamuna                                    | Wajahat Mirza    | |
| Bester Schnitt          | Jis Desh Mein Ganga Behti Hai                   | G. G. Mayekar    | |
| Beste Kamera            | Ganga Jamuna (Farbfilm)                         | V. Babasaheb     | |
| Bestes Szenenbild       | Jis Desh Mein Ganga Behti Hai (Schwarzweißfilm) | M. R. Acharekar  | |
| Bester Ton              | Junglee                                         | Kuldeep Singh    | |